# Rada Kantonów
Rada Kantonów (niem. Ständerat, fr. Conseil des Etats, wł. Consiglio degli Stati, rom. Cussegl dals Stadis) – wyższa izba parlamentu Szwajcarii, Zgromadzenia Federalnego. Rada składa się z 46 członków. Sesje Rady odbywają się w Bundeshaus w Bernie.
Członkowie izby są wybierani z 20 kantonów, które wysyłają do rady po dwóch kandydatów, natomiast kantony Bazylea-Miasto, Bazylea-Okręg, Obwalden, Nidwalden, Appenzell Ausserrhoden oraz Appenzell Innerrhoden mogą wprowadzić do izby tylko po jednym delegacie.
Członkowie zasiadający w radzie są wybierani na 4-letnią kadencję. Wybór mandatów do rady odbywa się na zasadzie ogólnych wyborów w każdym kantonie, które odbywają się w demokratyczny sposób. We wszystkich kantonach, z wyjątkiem katonów Zug oraz Appenzell Innerrhoden, wybory do Rady Kantonów odbywają się razem z wyborami do Rady Narodowej.
W 2008 w radzie znajdowało się 10 kobiet, co stanowi 22% wszystkich członków.

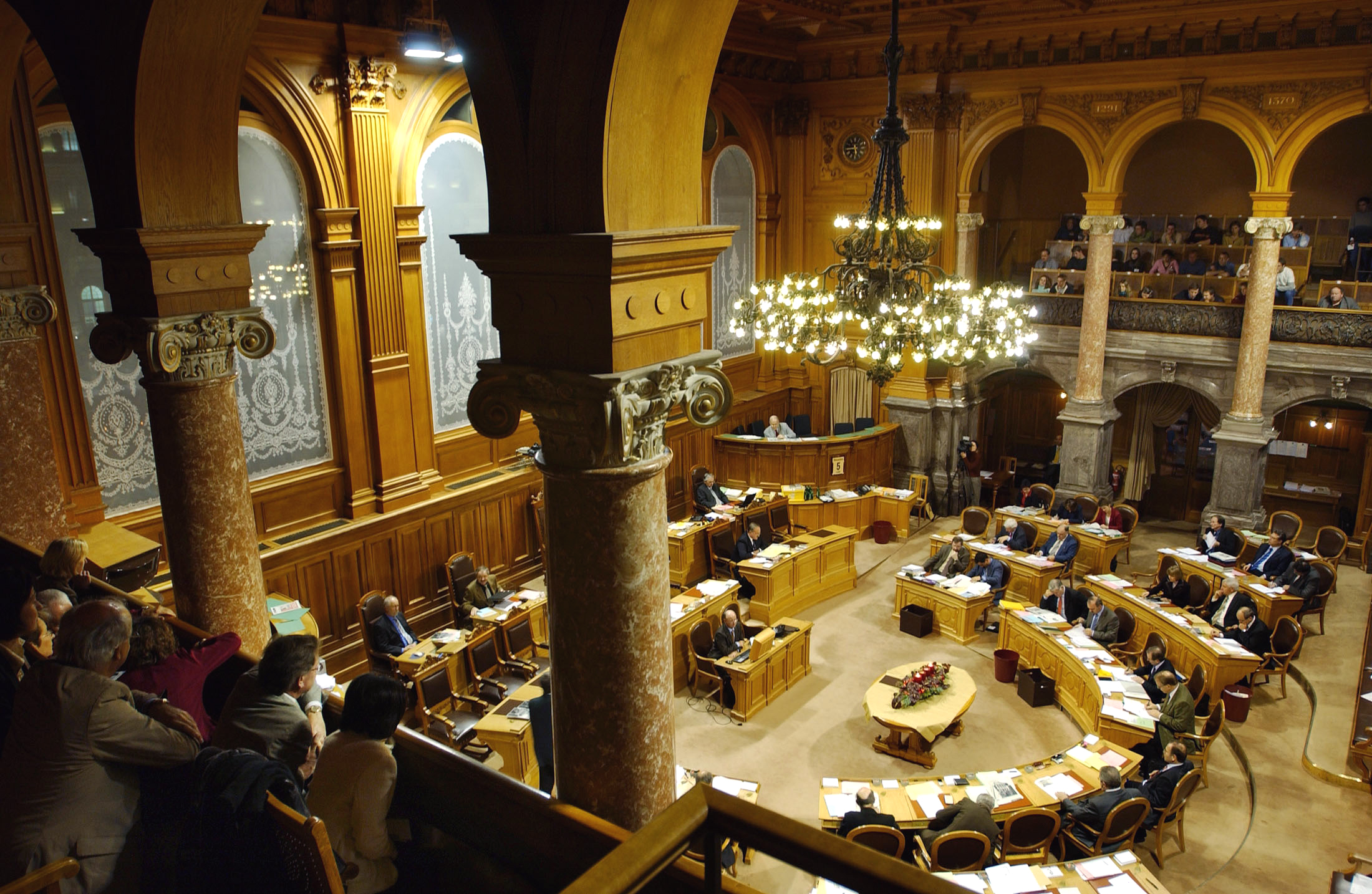
Sesja Rady Kantonów

## Podział mandatów
Poniżej przedstawiony jest rozkład mandatów jakie poszczególne partie posiadają w Radzie Kantonów:
- Chrześcijańsko-Demokratyczna Partia Ludowa Szwajcarii – 13 miejsc
- Radykalno-Demokratyczna Partia Szwajcarii – 12 miejsc
- Socjaldemokratyczna Partia Szwajcarii – 9 miejsc
- Szwajcarska Partia Ludowa – 7 miejsc
- Zieloni (Szwajcaria) – 5 miejsc.